# 18 Dywizja Piechoty „Messina”
18 Dywizja Piechoty „Messina” − jeden ze włoskich związków taktycznych piechoty okresu II wojny światowej.
Dowódcą dywizji był gen. Francesco Zani. 

## Skład w 1940
- 93 pułk piechoty,
- 94 pułki piechoty,
- 2 pułk artylerii,
- 108 legion Czarnych Koszul,
- 18 batalion moździerzy,
- 18 batalion saperów,
- 18 kompania przeciwpancerna.